# Dvärgkänguruspringmöss
Dvärgkänguruspringmöss (Microdipodops) är ett släkte i familjen påsmöss (Heteromyidae) med två arter som förekommer i sydvästra USA. Trots namnet är de inte släkt med känguruer.

## Kännetecken
Med en kroppslängd mellan 6,5 och 7,7 centimeter och en svanslängd av 6,4 till 10, 3 centimeter är arterna lite mindre än en husmus. De har borstliknande hår vid fötterna som hjälper de att stå på mjuk sand. De bakre extremiteterna är förstorade och används för att hoppa framåt, de främre extremiteterna är däremot påfallande korta och når sällan marken. Dvärgkänguruspringmöss håller med svansen balansen när de hoppar.
Pälsen är på ovansidan beige, grå eller brun och på undersidan vitaktig. Ibland förekommer några svarta hår i ryggens päls. Huvudet är påfallande stort. Dessa djur har förmåga att lagra fett i svansen som de förbrukar under vinterdvalan. Svansen används inte som gripverktyg.

## Utbredning och habitat
Dvärgkänguruspringmöss förekommer i USA i delstaterna Kalifornien, Nevada, Utah, Oregon och Idaho. Habitatet är alltid torrt med sandig eller klippig mark. Vegetationen i utbredningsområdet har minst buskar. De hittas ofta på högplatå eller i bergstrakter mellan 1190 och 2455 meter över havet.

## Levnadssätt
Individerna lever ensamma och är aktiva på natten. De livnär sig främst av frön men äter även insekter. De dricker inte och täcker vätskebehovet med födan. Minst en art (mörk dvärgkänguruspringmus) håller vinterdvala, för den andra saknas uppgifter angående den äkta vinterdvalan men den intar i alla fall tidvis ett stelt tillstånd (torpor).
De bygger underjordiska bon som är mer eller mindre avancerade med ingången nära en buske. Individerna försvarar boet och det närmaste område men resten av reviret kan överlappa med revir av andra exemplar.
Per kull föds två till sju ungar. Dräktiga honor hittades mellan mars och september. Vissa individer i fångenskap blev fem och ett halvt år gamla.

## Arter
Två arter ingår i släktet:
- Mörk dvärgkänguruspringmus (Microdipodops megacephalus), lever i sydvästra USA: Oregon, Idaho, Nevada, Utah, Kalifornien.
- Microdipodops pallidus, förekommer i västra Nevada och angränsade områden av Kalifornien.

Båda listas av IUCN som livskraftig.